# Bình Phước Xuân
Bình Phước Xuân is een xã in het district Chợ Mới, een van de districten in de Vietnamese provincie An Giang in de Mekong-delta. Bình Phước Xuân ligt op het riviereiland Giêng.